# الاتحاد العالمي للكشافة المستقلة
الاتحاد العالمي للكشافة المستقلة (بالإنجليزية: World Federation of Independent Scouts) هي منظمة كشفية دولية غير حكومية تضم 82 منظمة كشفية تتبع 41 بلدًا. وكانت المنظمات الكشفية التابعة مجتمعة مع بعضها البعض بحوالي ما يقدر 200,000 عضو في 3562 من المجموعات الكشفية في عام 2010. تم تشكيل الاتحاد في لاوباك، ألمانيا، في عام 1996 من قبل لوري درنغ، والكشاف البريطاني مع جمعية بادن باول الكشفية.

## روابط خارجية
- الاتحاد العالمي للكشافة المستقلة في جميع أنحاء العالم